# Alessio De Marchis
Alessio Puciollo De Marchis (Napoli, 1684 – Urbino, agosto 1752) è stato un pittore italiano del XVII secolo, attivo soprattutto a Roma e Urbino, principalmente come disegnatore di paesaggi.

## Biografia

Paesaggio con un tholos, Nationalmuseum, Stoccolma

De Marchis nacque a Napoli nel 1684 e iniziò la sua carriera appena diciassettenne a Roma, dove si formò presso lo studio di Rosa da Tivoli.
Nel 1715 dipinse alcune stanze di Palazzo Ruspoli anche se gli affreschi andarono perduti. Nel 1726 fu incarcerato in Castel Sant'Angelo probabilmente poiché causò un incendio per dipingere in modo più realistico il fuoco, ma, grazie all'intervento del cardinale Annibale Albani, venne liberato il 5 maggio 1728. Sotto la protezione del cardinale si recò ad Urbino, dove dipinse parte del Palazzo Albani. 
Fu attivo anche a Perugia, dove dipinse parte della cappella del collegio Gregoriano nel 1739 e una sala del Palazzo dei Priori nel 1748.
Morì nel 1752, probabilmente nel mese di agosto, ad Urbino.
Fu maestro del figlio, Eugenio De Marchis, attivo a Perugia.

## Opere
- Paesaggio roccioso con viandanti, XVII secolo, Pinacoteca civica Fortunato Duranti[2]
- Paesaggio fluviale con viandanti, XVII secolo, Pinacoteca civica Fortunato Duranti[2]
- Veduta dell'Anfiteatro di Vespasiano, XVII secolo, Galleria nazionale della Puglia[3]
- Ponte senatorio (ora Ponte rotto), XVII secolo, Galleria nazionale della Puglia[3]
- Paesaggio al tramonto con armenti, XVII secolo, Collezione privata[3]
- Apollo e Dafne, XVII secolo, Collezione privata[3]
- Paesaggio montuoso (ora Ponte rotto), XVII secolo, Galleria nazionale della Puglia[3]
- Autoritratto, 1734, Collezione privata[3]
- Paesaggio laziale con pastori, olio su tela, 30,5 x 40 cm, XVII secolo, Collezione privata, Firenze[4]